# Ibinabo Fiberesima
Ibinabo Fiberesima (sinh ngày 13 tháng 1 năm 1973) là tên của một nữ diễn viên người Nigeria. Ngoài ra, bà còn là quản lí sự kiện và là cựu chủ tịch của hội diễn viên Nigeria. Bộ phim đầu tiên mà bà diễn xuất là Most Wanted, từ đó, bà bắt đầu nổi tiếng.

## Lí lịch
Bà là người lai do cha của bà là người Nigeria, mẹ và là người Ireland.
Bà học trung học tại trường cao đẳng nữ của chính phủ liên bang ở New Bussa, bang Niger, sau đó bà học tại trung tâm kịch nghệ Y.M.C.A ở Port Harcourt, bang River. Ngoài ra, bà còn học ở đại học Ibadan và tốt nghiệp với bằng cử nhân văn học về Anh ngữ.

## Tai tiếng
Năm 2009, bà bị buộc tội ngộ sát và phóng nhanh vượt ẩu sau khi vô tình gây ra tai nạn khiến một người thiệt mạng vào năm 2006.
Vào ngày 16 tháng 3 năm 2016, bà bị cách chức chủ tịch hội diễn viên igeria và kết án 5 năm tù giam. Tuy nhiên, bà được bảo lãnh với số tiền 2 triệu naira (khoảng hơn 128 triệu tiền Việt Nam) và hai lần trả tiền tương tự như vậy cho toàn phúc thẩm ở bang Lagos.

## Phim ảnh
Dưới đây là một số bộ phim mà nữ diễn viên Ibinabo Fiberesima:
- '76 (Năm 2016)
- Letters to a Stranger (Năm 2007)
- 2 Face (Năm 2005)
- 2 Face 2 (Năm 2005)
- All My Heart (Năm 2005)
- A Night in the Philippines 2 (Năm 2005)
- The Ghost (Năm 2005)
- The Ghost 2 (Năm 2005)
- A Night in the Philippines (Năm 2005)
- Mortal Sin (Năm 2003)
- Camouflage (Năm 1999)
- Most Wanted (Năm 1998)
- Most Wanted 2 (Năm 1998)